# Achternholt

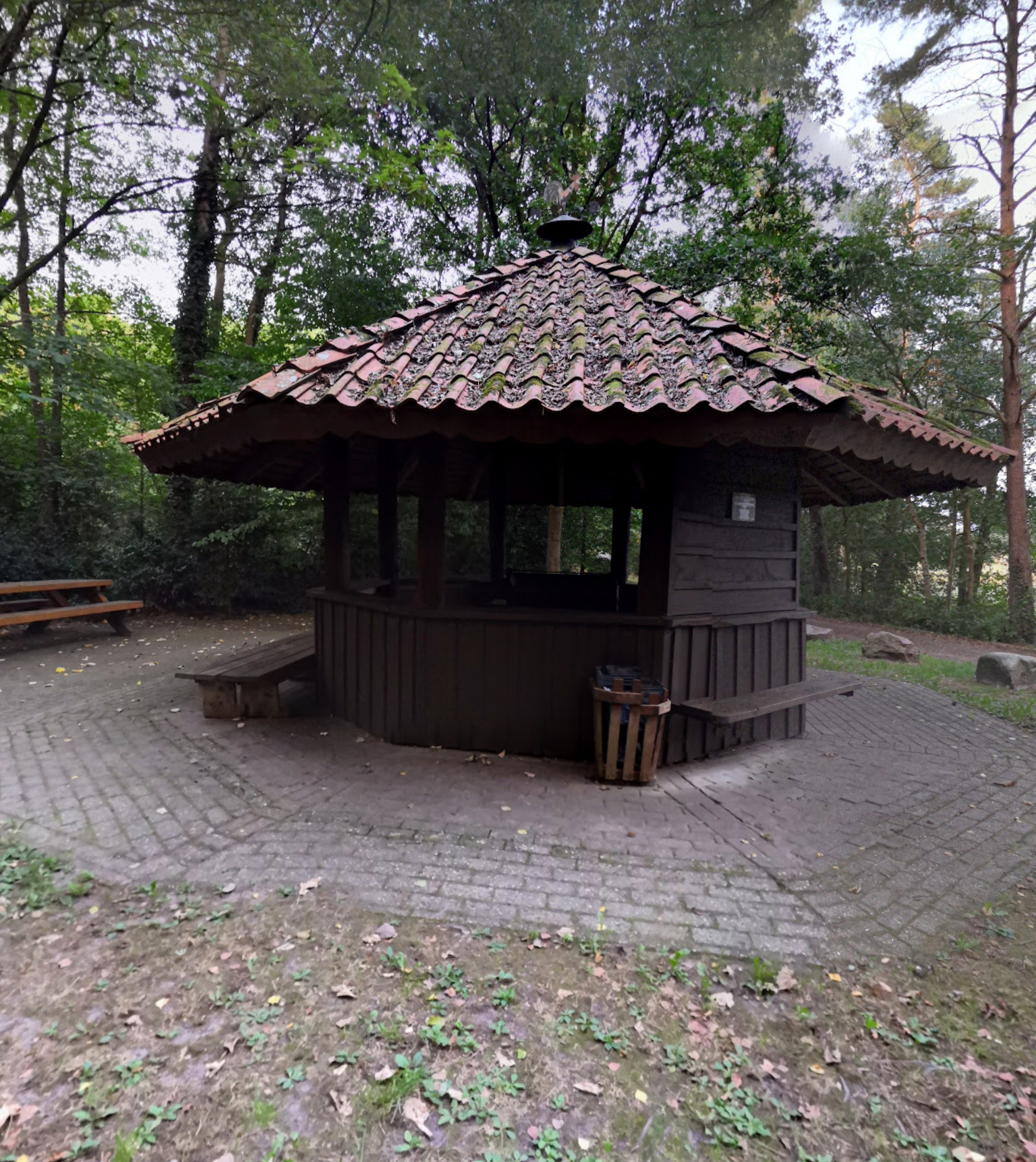
Achternholter Grillhütte

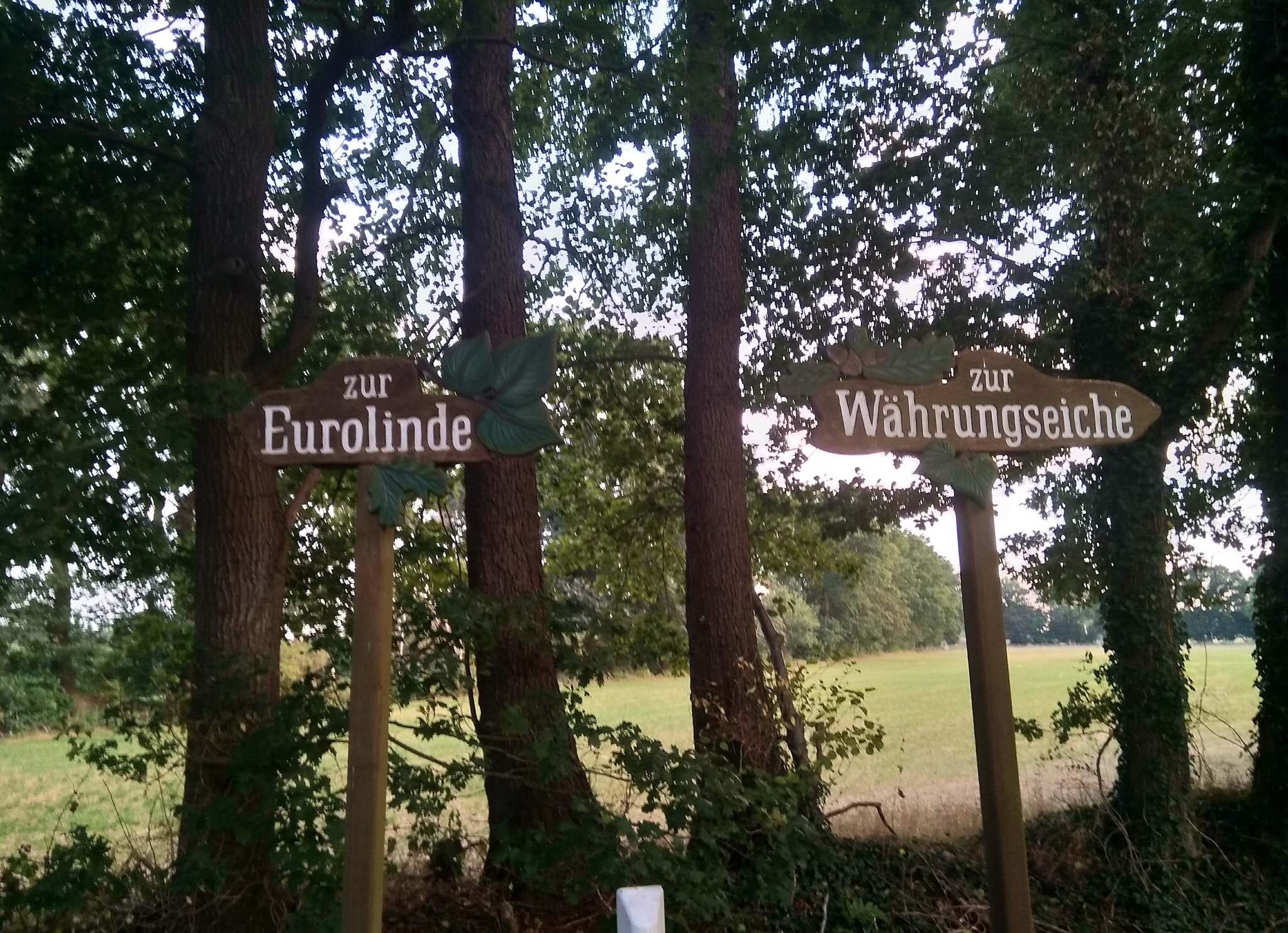
Wegweiser Eurolinde und Währungseiche

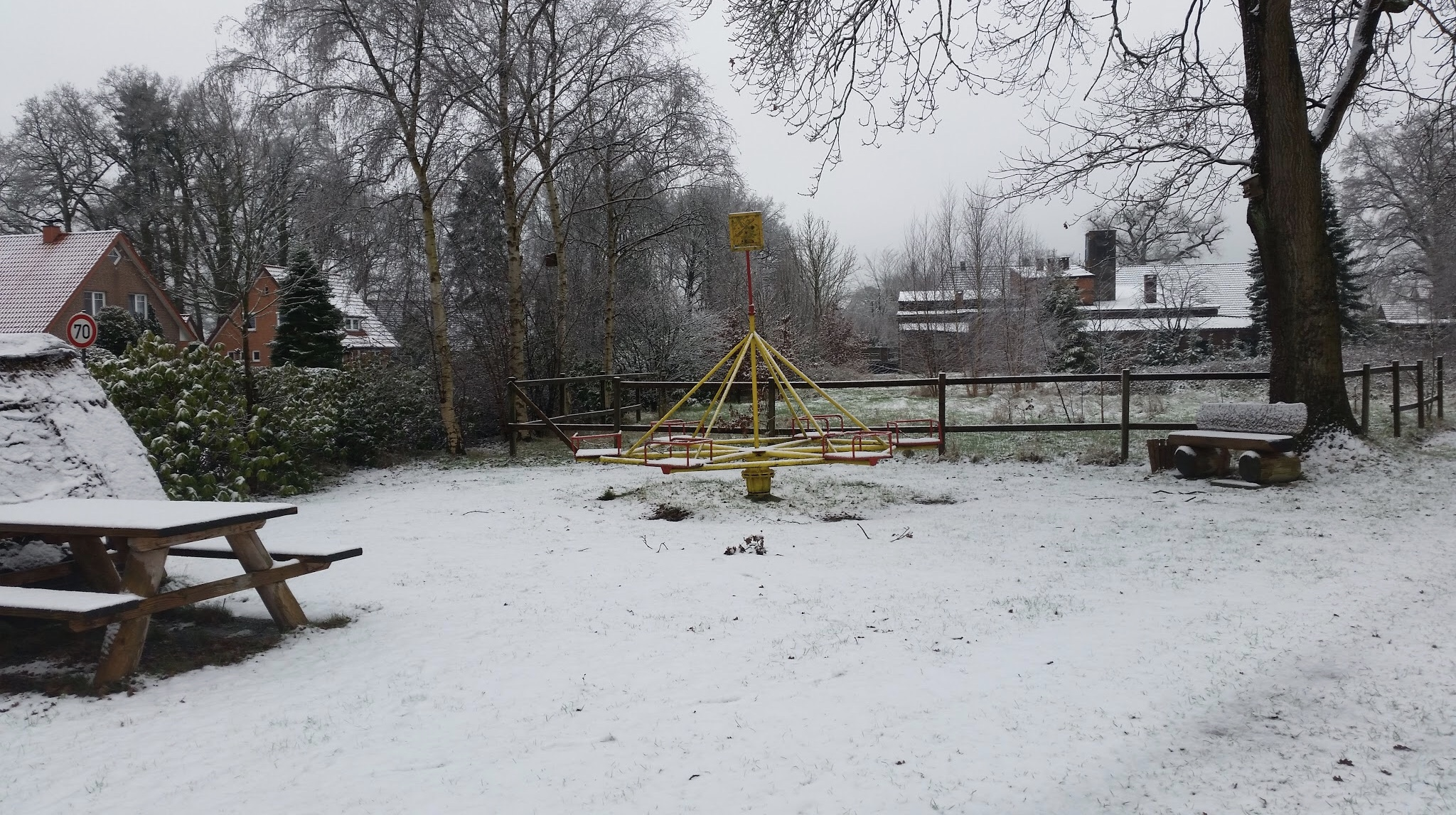
Das Achternholter Karussell

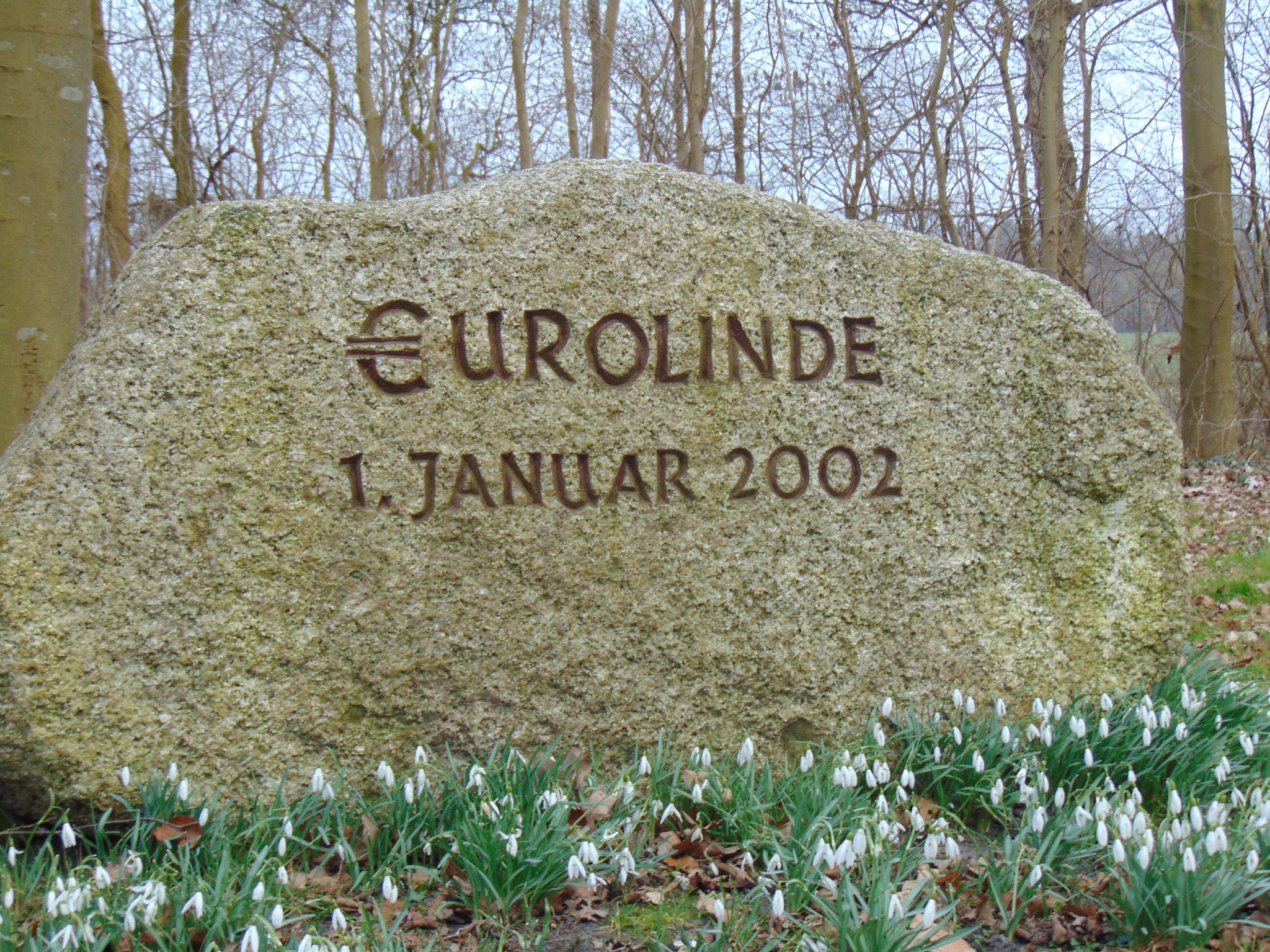

Achternholt ist ein Ort in der Gemeinde Wardenburg im niedersächsischen Landkreis Oldenburg und ein Teil des früheren Ortes Herbergen.

## Geschichte
Achternholt ist urkundlich abgeleitet von der hochdeutschen Bezeichnung „Hinter dem Holze“. Dieser Name verweist auf ausgedehnte Waldungen, die um den damaligen Ort Herbergen vorhanden waren. Hiervon ist der Oberlether Fuhrenkamp (Achternholter Wandereck) verblieben.

## Besonderheiten
Der Achternholter Bökenboom an der Straße „Zum Schießstand“ ist eine Kurzschaftrotbuche mit grünen Blättern. Der etwa 350 Jahre alte Baum gilt als Naturdenkmal. Als Wahrzeichen Achternholts gelten zwei andere Bäume, die „Währungseiche“ und „Eurolinde“. Es handelt sich hierbei um zwei Bäume, die zur jeweiligen Währungseinführung „Deutsche Mark“ 1948 und „Euro“ 2002 gepflanzt wurden. 